# Gantz
Gantz (ガンツ?, Gantsu) è un manga scritto e disegnato da Hiroya Oku. Il primo capitolo è stato pubblicato il 29 giugno 2000 in Giappone sulla rivista di Shūeisha Weekly Young Jump, mentre l'ultimo è uscito il 20 giugno 2013. I 383 capitoli che compongono la storia sono in seguito stati raccolti in 37 volumi tankōbon, pubblicati tra l'11 dicembre 2000 e il 19 agosto 2013. In Italia l'opera è pubblicata da Planet Manga. La storia è ambientata in una realistica Tokyo dei giorni nostri e tratta le vicende di un gruppo di persone intrappolate in una sorta di gioco violento e mortale, le cui condizioni sono generate da una misteriosa sfera nera, nota come Gantz.
Nel 2004 ne è stata tratta una serie televisiva anime di 26 episodi divisi in due stagioni: Gantz: The First Stage e Gantz: The Second Stage. In Italia i diritti della serie animata sono stati acquistati dalla Yamato Video e dal 21 dicembre 2009 la serie è stata trasmessa in prima visione sul canale Dahlia Eros e poi dal canale Man-ga.
La serie ha avuto un notevole successo, tanto da generare numerosi spin-off, tra cui un dittico di film live action, intitolati Gantz - L'inizio e Gantz Revolution, due manga e due light novel. Fino al 2011 è stato uno dei manga più venduti in Giappone, superando le 16 milioni di copie vendute.

## Trama
In una stazione della metropolitana Kei Kurono e il suo amico d'infanzia Masaru Kato vengono uccisi da un treno dopo aver salvato un senzatetto ubriaco che era caduto sulle rotaie; tuttavia si risvegliano in un appartamento di Tokyo in cui sono presenti altre persone appena morte. All'interno della stanza è presente una misteriosa sfera nera, nota come Gantz, che aprendosi mostra diversi equipaggiamenti: una tuta nera per ciascuna persona presente, un controller e tre diversi tipi di armi; dopodiché, sulla superficie esterna della sfera, appare anche un testo che li informa del fatto che le loro vite siano finite e che adesso appartengano a lui. Gantz aggiunge anche che sono diventati dei giocatori, detti "gantzer", e che dovranno completare una missione: trovare e uccidere l'alieno mostrato sullo schermo; in seguito, li teletrasporta nel luogo in cui si trova l'alieno.
Al termine della missione, i protagonisti scoprono che viene assegnato un punteggio e che, alla totalizzazione di cento punti, un giocatore può scegliere tre opzioni: continuare con un'arma più potente, resuscitare un giocatore morto contenuto nella memoria di Gantz o liberarsi dal gioco ma con la memoria completamente cancellata verso ogni cosa che riguardi la sfera. I presenti vengono quindi teletrasportati nel luogo della caccia. Con poche informazioni a disposizione e una notevole dose di perizia, il gruppo sopravvive alle prime due missioni, perdendo solo qualche membro. Durante la terza, tuttavia, l'intero gruppo viene decimato dal boss, e solo Kei riesce a tornare vivo all'appartamento. Nel prosieguo della storia attorno a Kei si forma un nuovo gruppo di giocatori, mentre il giovane lotta strenuamente per tenere in vita i suoi compagni e liberarsi dal gioco.
Dopo diverse missioni, un gantzer di nome Joichiro Nishi, rivela l'esistenza di Katastrophe: un conto alla rovescia che porterà a un cataclisma; in seguito i partecipanti vengono apparentemente liberati per sempre dal gioco, tuttavia una settimana dopo una gigantesca razza aliena invade la Terra e avvia lo sterminio dell'umanità. Kei, Masaru e i loro compagni si alleano con altre squadre internazionali di gantzer e con un'altra specie extraterrestre, che si rivela essere quella che ha fornito agli umani la tecnologia di Gantz, per fronteggiare la minaccia. Dopo una serie di battaglie, i protagonisti riescono a sconfiggere definitivamente gli invasori, i quali decidono di avviare l'autodistruzione dell'astronave su cui si trovavano. Kei e Masaru fanno ritorno sulla Terra, dove vengono accolti come eroi.

## Personaggi

I protagonisti di Gantz nella sigla iniziale dell'anime

Gantz (ガンツ?, Gantz)
È una misteriosa sfera nera, assemblata con una tecnologia sconosciuta, con all'interno un uomo intubato in stasi che sembra controllarne il potere. Attivandosi, la sfera mostra dei messaggi in leet ed immagini come fosse uno schermo, e può aprirsi ai lati per fornire equipaggiamento personalizzato ai membri. Secondo Heinz Bernstein, le sfere nere sono state create dalla sua azienda tramite lo studio di un codice rivelato dalla figlia malata. Questo nuovo business, distribuito in tutto il mondo, ha avuto un notevole successo tra i potenti della Terra ed ha salvato Bernstein dalla bancarotta. Come prima cosa, Gantz seleziona le persone che in seguito trasferirà nella sua stanza. Requisito fondamentale per entrare nell'appartamento è la morte del personaggio, che nella maggior parte dei casi risulta essere di natura violenta. Gantz sembra selezionare con un certo criterio i suoi combattenti, favorendo ad esempio i giovani maschi. Sono presenti anche giovani femmine, ma in quantità minore. La sfera non ha disdegnato di buttare nel gioco anche personaggi anziani e bambini, in numero ridotto ma costante. Se ne ha la possibilità, comunque, Gantz volge le sue scelte verso persone violente o con abilità particolari. Sono spesso presenti tra le sue file personaggi criminali, sadici o maniaci, oppure esperti militari o forti combattenti. Sembra che Gantz non teletrasporti le persone, ma ne salvi una copia di backup in memoria ogni volta che muoiono nel gioco, oppure escono vivi da una missione. Gantz è inoltre noto per le sue punizioni. Tenendo in continua osservazione i suoi giocatori anche nella vita quotidiana, Gantz impedisce che essi possano pubblicamente lasciare informazioni su sé stesso o che le sue armi vengano palesate al mondo. La punizione consiste nell'esplosione della micro-bomba che ogni gantzer ha nella propria testa.
Kei Kurono (玄野 計?, Kurono Kei)
È il protagonista della serie: un ragazzo delle scuole superiori con capelli castani e occhi scuri. Personaggio egoista e ipocrita, Kei disprezza a priori tutti quelli che gli stanno intorno, mentre mostra attenzione solo per il mondo femminile e per la ricerca ossessiva di una ragazza. Coinvolto nel ciclo di Gantz, rivela un talento innato per questo genere di missioni, riuscendo a compiere azioni strabilianti e a sconfiggere nemici molto forti. Questo suo carisma nel gioco gli procura spesso l'ammirazione del gruppo, che lo considera un vero e proprio leader. Il successo nel mondo di Gantz e la monotonia della sua vita fuori dal gioco gli fanno sperare di continuo in una nuova missione. La serie di eventi e morti che accadono intorno a lui e la relazione che instaura con Tae lo costringono tuttavia a rivedere il suo entusiasmo per il gioco e ad ammorbidire il suo carattere. Raggiunti i 100 punti riesce ad ottenere la libertà, ma verrà ucciso dai vampiri. Successivamente verrà riportato in vita dall'amico Katou. Durante l'invasione aliena combatte contro l'eroe degli invasori, e grazie all'aiuto di alcuni suoi compagni ne uscirà vincitore.
Masaru Kato (加藤 勝?, Katō Masaru)
È il coprotagonista della serie insieme al suo amico d'infanzia Kei Kurono. È un ragazzo alto e forte, con lunghi capelli neri pettinati all'indietro che gli lasciano libera la fronte. Si comporta da paladino dei deboli, perché non riesce a restare fermo a guardare mentre altri soffrono. Questo suo buon cuore si riflette anche verso gli alieni: Masaru infatti non colpisce mai per uccidere, evita di abbattere i nemici se questi si arrendono e ogni volta che può, preferisce usare la Y-gun, che "spedisce" i mostri chissà dove, invece della X-gun che li distrugge. Esercita un forte fascino verso le donne anche se sembra che non se ne renda conto e che non gli importi poi molto. Kei Kishimoto si innamora di lui e si sacrifica per salvargli la vita una volta contro la dea Kannon. Durante la missione di Osaka conosce Anzu Yamasaki, una gantzer del team ospitante, che, all'inizio scettica sul modo di combattere e sulla mentalità del giovane, si farà conquistare dal coraggio di Masaru e gli prometterà di frequentarsi fuori dal gioco, prima di venire uccisa. Masaru considera Kei un esempio da seguire, perché da bambini l'amico riusciva a primeggiare in qualsiasi cosa facesse e anche nel mondo di Gantz è quello che se la cava meglio di tutti. Tuttavia la sua generosità, il suo carisma e la sua abilità lo rendono un leader agli occhi del gruppo al pari dell'amico.

## Sviluppo e stile
Hiroya Oku ha dichiarato che la storia di Gantz gli venne in mente per la prima volta quando era ancora al liceo. L'ispirazione deriva dalla serie televisiva jidai-geki Hissatsu Shigotonin e dal romanzo di fantascienza di Robert Sheckley Anonima aldilà, in cui l'eroe muore in un incidente d'auto all'inizio del film per poi ricomparire in seguito. Da qui l'autore prese l'idea per il teletrasporto post-mortem dei protagonisti e per un gruppo di persone raccolte in una stanza per una caccia agli alieni. Nel cercare un motivo che li spingesse a fare ciò, ideò quindi la sfera nera e il modo in cui avrebbe controllato i partecipanti alla missione. La tuta potenziatrice che permette ai gantzer di fare salti enormi, deriva invece dalla serie Ralph supermaxieroe, in cui il protagonista riesce a volare grazie ad una sorta di body che tiene in una valigetta. Il risultato finale di Gantz si discosta un po' da quello che Oku si era immaginato allora, dal momento che si trattava del lavoro di un liceale inesperto, ma la storia di base è rimasta la stessa. Per l'arco narrativo finale, Oku aveva in mente di presentare una catastrofe planetaria, e prese ispirazione dal film del 1996 Independence Day, desiderando però rendere l'invasione aliena più "aggressiva" e "paurosa".
Quello che contraddistingue maggiormente Gantz a livello grafico è il particolare metodo di lavoro nella creazione delle tavole, che combina il disegno classico alla computer grafica, tecnica già sperimentata dall'autore in un suo precedente lavoro, Zero One. Oku disegna personalmente la stesura di un primo layout di ogni pagina. In un secondo momento crea con il suo staff di assistenti un ambiente interamente in 3D, usando software come Shade, Photoshop, Illustrator, Poser ed altri ancora. In questa fase i personaggi appaiono come modelli tridimensionali bianchi, simili a manichini. Completato quindi il disegno a mano dei personaggi e l'inchiostratura, si procede tramite scansione al loro inserimento nei progetti tridimensionali creati precedentemente. Dai fondali creati al computer vengono estratte solo le linee di contorno, dando alle tavole un notevole livello di precisione. Come tocco finale, vengono quindi aggiunte con il computer ombre, sfumature, nuvolette, ed eventuali ultimi ritocchi a mano. Il risultato finale, generalmente di alta qualità, ha il vantaggio di essere estremamente più rapido da realizzare rispetto alla tecnica tradizionale, ma, secondo lo stesso autore, talvolta ha il difetto di essere un po' freddo, mancando il calore umano di un'opera interamente sviluppata a mano. Pur tuttavia Oku ha sottolineato che proprio questa asetticità contribuisce a rafforzare l'atmosfera surreale e priva di emozioni che permea tutta la storia.
L'opera si caratterizza per il marcato realismo che si manifesta anche in scene violente ed erotiche. Oku tuttavia ha dichiarato che non è mai stato costretto ad autocensurarsi e che tutto quello che ha disegnato è stato pubblicato nel manga. Per far sì che la serie fosse accantivante ad un vasto pubblico, l'autore si è sforzato di rendere la storia imprevedibile e controcorrente rispetto ad altri manga apparsi fino ad allora, fatto che si manifesta soprattutto nella morte di molti dei personaggi principali.

## Media

### Manga
La serie è scritta e disegnata dal mangaka Hiroya Oku e pubblicata in Giappone da Shūeisha sulla rivista Weekly Young Jump dal 4 luglio 2000 a maggio 2013, per un totale di 383 capitoli. Essi sono stati poi raccolti in 37 tankōbon; il primo volume è uscito l'11 dicembre 2000, mentre l'ultimo è stato pubblicato il 19 agosto 2013. Il manga è diviso in tre fasi marcate dall'autore con delle pause di produzione, per permettergli di raccogliere le idee per la prosecuzione. La prima fase comprende i primi 237 capitoli. La seconda, cominciata il 22 novembre 2006, è terminata il 24 giugno 2009 con il capitolo 303. Il 1º ottobre 2009 è iniziata la terza fase, l'ultimo arco narrativo che ha portato a conclusione la storia.
In Italia il manga è pubblicato da Planet Manga, etichetta di Panini Comics, nella collana Manga 2000 fino al volume 19 incluso e in edizione autonoma Gantz dal volume 20 fino all'ultimo, il 37. A partire dal 17 dicembre 2015 la casa editrice italiana ha avviato una riedizione dell'opera. L'opera è pubblicata anche negli Stati Uniti da Dark Horse Comics, dal 25 giugno 2008, in Spagna da Glénat España, da ottobre 2002; in Brasile da Planet Manga, da luglio 2007; in Messico da Grupo Editorial Vid, da luglio 2007; e in Francia da Tonkam, a partire dal 1º gennaio 2002.

### Anime
Nel 2004 dal manga è stata tratta una serie televisiva anime di 26 episodi divisi in due stagioni: Gantz: The First Stage e Gantz: The Second Stage. L'anime è stato prodotto da Gonzo ed è andato in onda in Giappone su Fuji TV dal 12 aprile al 18 novembre 2004. L'anime più del manga presenta spesso scene splatter e immagini di nudo. Questo ha costretto la Fuji TV, l'emittente giapponese che l'ha mandata in onda, a censurare pesantemente molte scene; la versione non censurata è stata distribuita su DVD. La sigla di apertura degli episodi è Super Shooter di Rip Slyme, mentre quella di chiusura è Last Kiss di Bonnie Pink.
In Italia i diritti dell'anime sono stati acquistati dalla Yamato Video e dal 21 dicembre 2009 la serie è stata trasmessa in prima visione sul canale Dahlia Eros, della piattaforma a pagamento Dahlia TV sul digitale terrestre, ed in seguito sul canale satellitare Man-ga di Sky dal 1º luglio 2010. È disponibile in streaming sulla piattaforma Netflix. Gli episodi sono stati resi disponibili anche per il mercato home video in due box da tre dischi ciascuno.

### Film
Nel mese di ottobre del 2009 la Nippon TV NEWS annunciò che era in fase di produzione un dittico di film live action basati su Gantz. I film sono usciti rispettivamente il 29 gennaio e il 23 aprile 2011, con il titolo di Gantz - L'inizio e Gantz Revolution. Sotto la regia di Shinsuke Sato, i lungometraggi sono interpretati dagli attori Kazunari Ninomiya (nella parte di Kei Kurono), noto in occidente per la sua interpretazione di Saigo nel film di Clint Eastwood Lettere da Iwo Jima, e Ken'ichi Matsuyama (Masaru Kato), molto famoso per le sue interpretazioni eccentriche di Shin in Nana e soprattutto dell'investigatore Elle nei tre live action di Death Note. Per adattare meglio l'opera, l'età dei protagonisti è stata aumentata di qualche anno e sono presentati come studenti universitari. La scrittura è affidata a Yūsuke Watanabe, già noto al pubblico per aver collaborato anche negli adattamenti cinematografici di 20th Century Boys. Il budget complessivo è stimato a 4 miliardi di yen. Entrambi i film sono stati distribuiti in Italia in home video nel 2016.
Un terzo film, girato a differenza dei precedenti con animazione al computer, è stato presentato in anteprima alla 73ª Mostra internazionale d'arte cinematografica di Venezia l'8 settembre 2016 con il titolo di Gantz:O, sotto la regia di Yasushi Kawamura e Keiichi Saitō. L'uscita nelle sale giapponesi è avvenuta il 14 ottobre 2016. Questo film è incentrato per buona parte sulla figura di Masaru Kato, che dopo la morte di Kei Kurono assume un'importanza determinante per il team Gantz di Tokyo, e ripercorre l'arco narrativo della missione di Osaka, seppur con notevoli differenze rispetto al manga. Il team di Tokyo viene trasportato nella città di Osaka, dove incontra un altro team di Gantz nel quale vari membri hanno completato le missioni. Masaru Kato conosce la bella Anzu Yamasaki e i due team collaborano per uccidere un mostro boss che vale 100 punti. A partire dal febbraio 2017, il film è presente in streaming sulla piattaforma Netflix.

### Manga spin-off

#### Gantz/Osaka
Un manga spin-off è stato pubblicato da ottobre a dicembre 2010 con il nome di Gantz/Osaka (ガンツ オーサカ?). Esso amplia le vicende della squadra di Osaka, mostrando i personaggi nelle loro vite quotidiane e sviluppando un seguito alla missione Nurarihyon. La storia segue le imprese del ragazzo vergine e di come riesce a riportare in vita Anzu Yamazaki.
| Nº | Data di prima pubblicazione | Data di prima pubblicazione | Data di prima pubblicazione | Data di prima pubblicazione |
| Nº | Giapponese                  | Giapponese                  | Italiano                    | Italiano                    |
| -- | --------------------------- | --------------------------- | --------------------------- | --------------------------- |
| 1  | 20 ottobre 2010             | ISBN 978-4-08-782343-1      | 9 maggio 2019               | ISBN 978-88-912-8790-8      |
| 2  | 19 novembre 2010            | ISBN 978-4-08-782354-7      | 9 maggio 2019               | ISBN 978-88-912-8791-5      |
| 3  | 17 dicembre 2010            | ISBN 978-4-08-782355-4      | 9 maggio 2019               | ISBN 978-88-912-8792-2      |

#### Gantz:G
Lo spin-off Gantz:G (ガンツ ジー?), firmato dallo stesso Oku ai testi e da Keita Iizuka ai disegni, è stato pubblicato dal 17 novembre 2015 al 28 febbraio 2017 sulla rivista giapponese Miracle Jump di Shūeisha. I capitoli sono stati raccolti in tre volumi tankōbon, pubblicati tra il 16 settembre 2016 e il 17 marzo 2017. L'edizione italiana, a cura di Panini Comics, ha debuttato con il primo volume il 12 ottobre 2017. La storia segue un gruppo di studenti delle superiori coinvolti in un incidente mortale durante una gita scolastica, quando il loro autobus precipita da un ponte. Le alunne con i loro professori si risvegliano nella stanza di Gantz, e vengono costretti a partecipare a un gioco di sopravvivenza contro vari alieni, guidati e istruiti da due veterani sopravvissuti a precedenti missioni. La protagonista della serie è una delle alunne, l'intraprendente Kurona, soprannominata Kei-chan.
| 1 | 16 settembre 2016 | ISBN 978-4-08-890395-8 | 12 ottobre 2017  |
| 1 | Capitoli - 1. Delle ragazze - 2. Allo zoo - 3. Animali sconosciuti - 4. Un gioco in cui si muore davvero - 5. L'alieno belva - 6. L'obiettivo delle ragazze                          |                        |                  |
| 2 | 19 ottobre 2016 | ISBN 978-4-08-890513-6 | 7 dicembre 2017  |
| 2 | Capitoli - 7. Giorni fuori dall'ordinario - 8. Giorni normali - 9. Un posto per me - 10. Le armi di una donna - 11. Mancano due giorni - 12. Un nuovo trasferimento                  |                        |                  |
| 3 | 17 marzo 2017 | -                      | 1º febbraio 2018 |
| 3 | Capitoli - 13. All'acquario - 14. Eroine - 15. Le linee tra la vita e la morte - 16. L'aliena donna-pesce - 17. La mutazione di A, la determinazione di K - Finale. I giorni delle G |                        |                  |

#### Gantz:E
Nel gennaio 2020 su Weekly Young Jump è iniziata la serializzazione di Gantz:E, arrivata nel 2024 al settimo volume. È uno spin-off scritto da Oku e disegnato da Jin Kagetsu.
L'edizione italiana, a cura di Panini Comics, ha debuttato con il primo volume il 12 maggio 2022. Ambientato nel Giappone del Periodo Edo, segue Hanbē, Masakichi e altri personaggi resuscitati dalla sfera Gantz per combattere alieni in missioni mortali. Nel corso della storia i personaggi vengono trasportati nel futuro, durante gli eventi dei volumi 15-17 di Gantz (la missione degli oni a Ikebukuro). Qui incontrano i protagonisti della serie principale, interagendo con loro e modificando potenzialmente il corso temporale della narrazione originale.

### Light novel

Copertina dell'edizione italiana di Gantz/Minus

Tra luglio e ottobre 2009 su Weekly Young Jump è stato pubblicato un racconto prequel basato sulla trama di Gantz e intitolato Gantz/Minus (ガンツ マイナス?). L'idea è di Hiroya Oku, mentre l'opera è scritta da Masatoshi Kusakabe e illustrata da Yūsuke Kozaki. Essa raffigura i personaggi e gli alieni in uno stile manga più classico rispetto a quello di Oku. I singoli capitoli sono stati poi raccolti in un volume unico, pubblicato in Giappone da Shūeisha il 19 maggio 2010 e in Italia da Panini Comics il 19 dicembre 2013. La storia segue il gruppo dei gantzer di Tokyo un anno prima della missione Alieno Cipolla e presenta nuovi personaggi intrappolati nel giro della sfera nera, oltre a Joichiro.
Gantz/Exa (ガンツ エクサ?) è una light novel spin-off scritta da Junjo Shingo e illustrata da Kōji Ogata. I capitoli sono stati pubblicati sulle pagine di Weekly Young Jump fino a dicembre 2010; il 19 gennaio 2011 Shūeisha ne ha curato l'edizione in volume unico. La Panini Comics ha annunciato l'uscita dell'albo in versione italiana per ottobre 2013, pubblicazione poi posticipata ad agosto 2014. La storia ha per protagonisti Nagatomo, un astronauta in orbita intorno alla Luna, e Kei Kishimoto, una formosa ragazza morta suicida. Entrambi si ritrovano prima nello spazio e poi nella stanza di Gantz, obbligati ad affrontare le missioni che la sfera affida loro.

### Altro
Il 17 dicembre 2004 in Giappone è stato pubblicato Gantz/Manual (ガンツ マニュアル?), un'opera di 247 pagine in cui Oku commenta e svela qualche piccolo retroscena sul mondo ed i personaggi di Gantz fino al tankōbon 15. La prima parte descrive i protagonisti, le località e le missioni sotto il punto di vista dell'anime, ne mostra numerose immagini e si conclude con l'Alieno Kurono. La seconda è in bianco e nero e contiene una sezione dedicata ai personaggi, alle missioni, all'equipaggiamento e agli alieni e al loro punteggio.
Gantz: The Game, un videogioco su Gantz pubblicato da Konami per PlayStation 2, è stato distribuito in Giappone a partire dal 17 marzo 2005. Il gioco unisce elementi di azione in terza persona e di RPG, e pone il giocatore alla guida di una squadra di tre personaggi tra quelli presenti nel fumetto. Le vicende seguono lo sviluppo delle missioni e della trama nelle prime fasi del manga, arrivando al combattimento contro gli Alieni Chibi ed i vampiri. È possibile adoperare l'equipaggiamento basico di Gantz, fino alla moto ed alla katana, ed ogni personaggio ha una serie di valori che ne determinano le abilità e le preferenze, potenziabili facendo punteggio. Nel contempo è possibile seguire le vicende umane dei protagonisti e, tramite la scelta di risposte multiple, guadagnarsi la simpatia o l'ostilità dei membri della squadra.

## Accoglienza

### Dati di vendita
Gantz è stato classificato come uno dei best seller tra il pubblico seinen. È stato uno dei manga più venduti in Giappone, con 175 000 copie messe in commercio nel 2008 secondo il suo distributore americano Dark Horse Comics e 16 milioni di volumi in totale dall'inizio della storia. Young Jump, la rivista che pubblica ogni singolo capitolo dell'opera con cadenza bisettimanale, ha una tiratura che supera il milione di copie vendute per numero. Nell'aprile 2009 il volume 4 dell'opera è stato inserito dal New York Times nella lista dei manga più venduti, assegnandogli l'ottava posizione. About.com, importante portale d'informazioni online nordamericano, ha classificato Gantz come migliore manga seinen del 2008, alla pari di Black Lagoon.

### Critica

Copertina dell'edizione italiana di Gantz/Exa

Gantz è stato apprezzato dalla critica soprattutto per la sua violenza e per i numerosi e improvvisi colpi di scena della trama, "che fanno rimanere il lettore letteralmente a bocca aperta". Il sito specializzato Anime Source lo definisce "raccapricciante", Anime Daze "sadico" e Active Anime un'opera che "crea dipendenza". Carlo Santos di Anime News Network ha inizialmente criticato il manga, citando la caratterizzazione superficiale dei personaggi, l'appiattimento di scene e fondali dovuto all'uso della computer grafica e la mancanza di una trama densa e lineare, in cui sembra che neanche l'autore abbia idea di dove stia andando. In un secondo momento tuttavia il critico ha ammesso che, nonostante la storia non offra "temi filosofici profondi" o "esperimenti artistici stupefacenti", preso per quello che è — cioè "un viaggio in un mondo da incubi pieno di sorprese orribili ad ogni svolta" — Gantz "non è poi così male". Per contro il sito francese dedicato gantzotaku.com sottolinea come punti forti del manga "una storia pregnante, uno stile grafico quasi irreprensibile e dei personaggi carismatici". Gli utenti del sito AnimeClick.it hanno votato Gantz al sedicesimo posto nella lista dei manga seinen migliori degli anni duemila.
La distribuzione in DVD dell'anime è stata accolta molto positivamente a livello di vendite e di pubblico. Secondo l'Anime News Network le vendite del terzo episodio dell'anime, all'uscita, hanno sorpassato significativamente quelle del primo, e l'intera prima stagione si è rivelata uno dei best seller del 2005 in Giappone. La serie anime di Gantz ha ricevuto critiche contrastanti. Christina Carpenter di T.H.E.M. Anime gli ha assegnato due stelle su cinque. Essa ha definito la trama "quasi inesistente" e ha criticato il protagonista Kei Kurono come un "mostro senza anima", con cui è impossibile immedesimarsi; inoltre non ha gradito i comportamenti e le reazioni di altri personaggi, che ha giudicato non realistici. La critica ha tuttavia affermato: Gantz è "una delle migliori serie animate che ho visto da anni", elogiandone l'animazione, il character design e la colonna sonora, incluse le sigle di apertura e di chiusura. James Musgrove di IGN afferma che "la trama intricata e il velo di mistero rendono importante ogni frase detta e ogni personaggio apparso". Nonostante alcuni sottolineino che non c'è un singolo personaggio che piaccia o con cui ci si possa identificare, il critico descrive il cast come "eclettico" e "realistico" e pensa che le loro reazioni alle vicende siano "convincenti e ben animate". Musgrove conclude affermando che — anche se il finale potrebbe spiazzare alcuni spettatori — "la serie è completamente soddisfacente". Jonathan Clements e Helen McCarthy hanno affermato che nonostante un budget piuttosto risicato, l'anime riesce a sfruttare una serie di artifici tecnici, come l'esposizione dei pensieri dei protagonisti, per evitare di mostrare tutti i limiti della propria animazione. Deb Aoki di About.com ha affermato che il primo incontro con Gantz l'ha "scioccata e impressionata". Tra i meriti della serie, ha citato un sapiente insieme di "fantascienza, azione, suspense e horror", colpi di scena "sorprendenti e strani" e la capacità di suscitare riflessioni sul "valore della vita nella società moderna". Di contro ha individuato nella violenza e nelle immagini di nudo, gratuite e abusate, degli elementi di critica.